# Heberdenia excelsa
Heberdenia excelsa är en viveväxtart som först beskrevs av William Aiton, och fick sitt nu gällande namn av Joseph Banks, Johann Jakob Roemer och Schult. Heberdenia excelsa ingår i släktet Heberdenia och familjen viveväxter. Inga underarter finns listade i Catalogue of Life.

## Bildgalleri

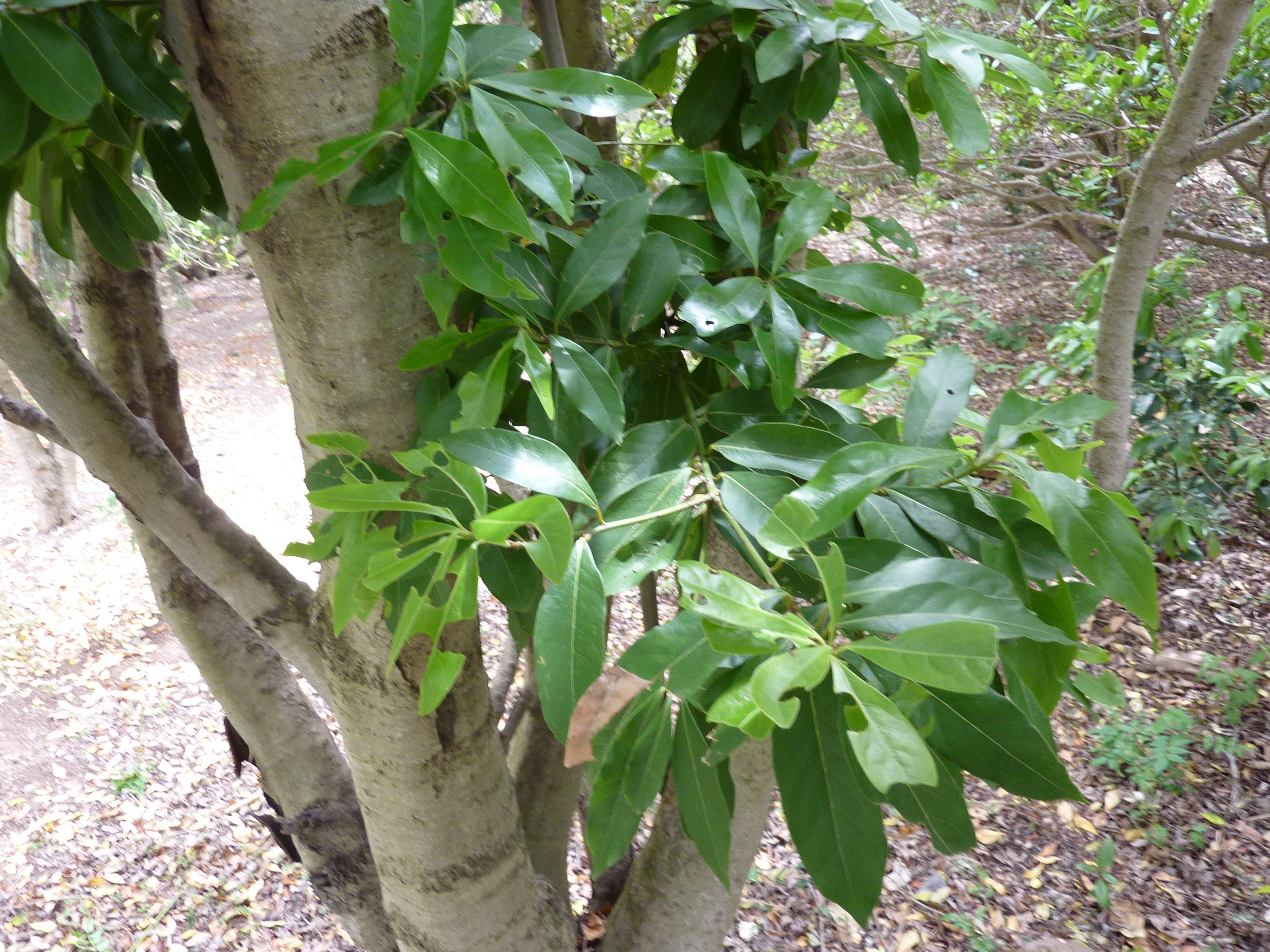